# شکفتن

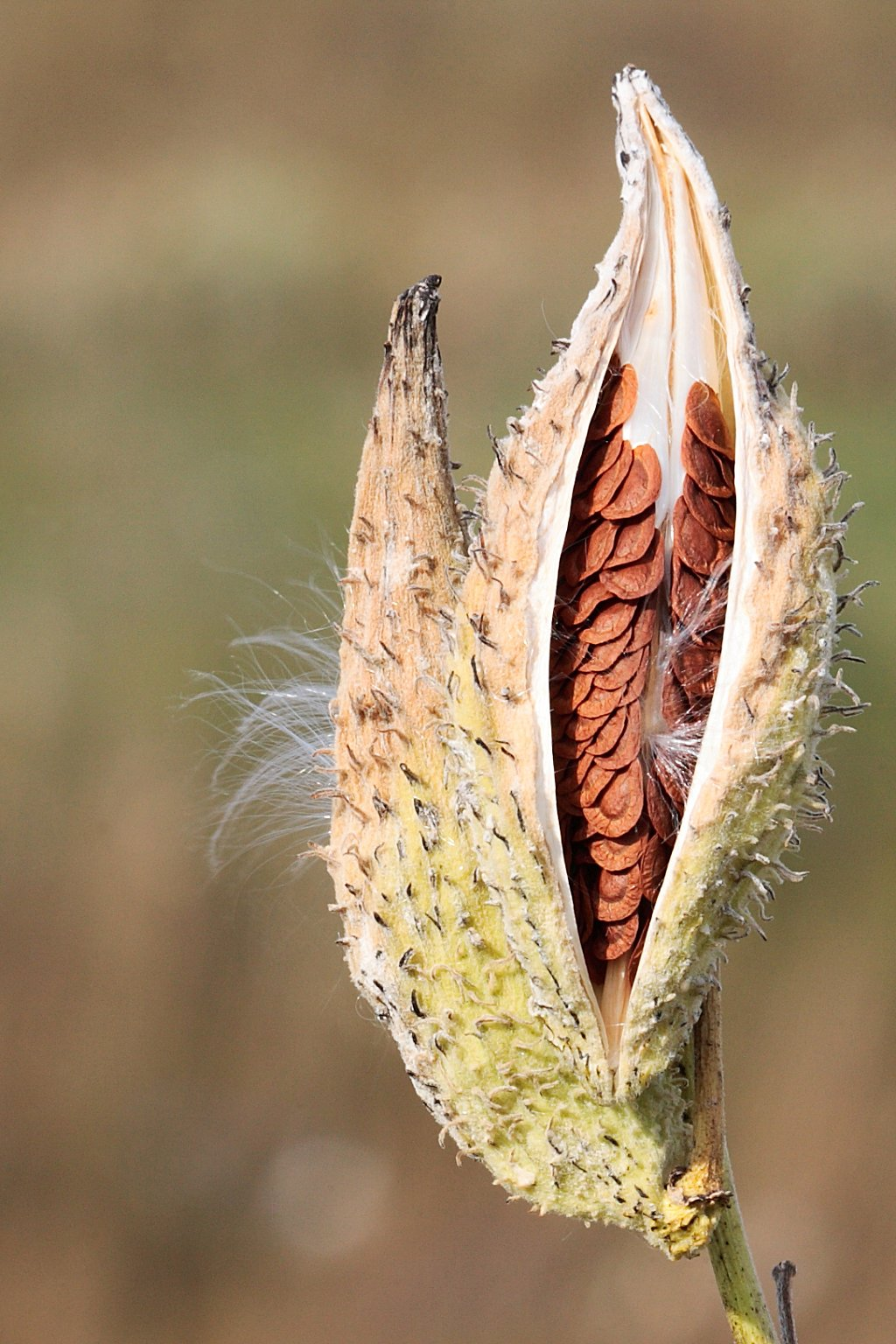
شکفتن برگه میوه استبرق دانه‌های درون آن را آشکار کرده‌است.

تقسیم شدن هنگام بلوغ در طول خط موجود در ساختمان گیاه به منظور آزاد کردن محتویات آن را شکفتن یا شکوفایی (به انگلیسی: Dehiscence) می‌نامند که در میوه، پرچم و مادگی رایج است.

## نگارخانه

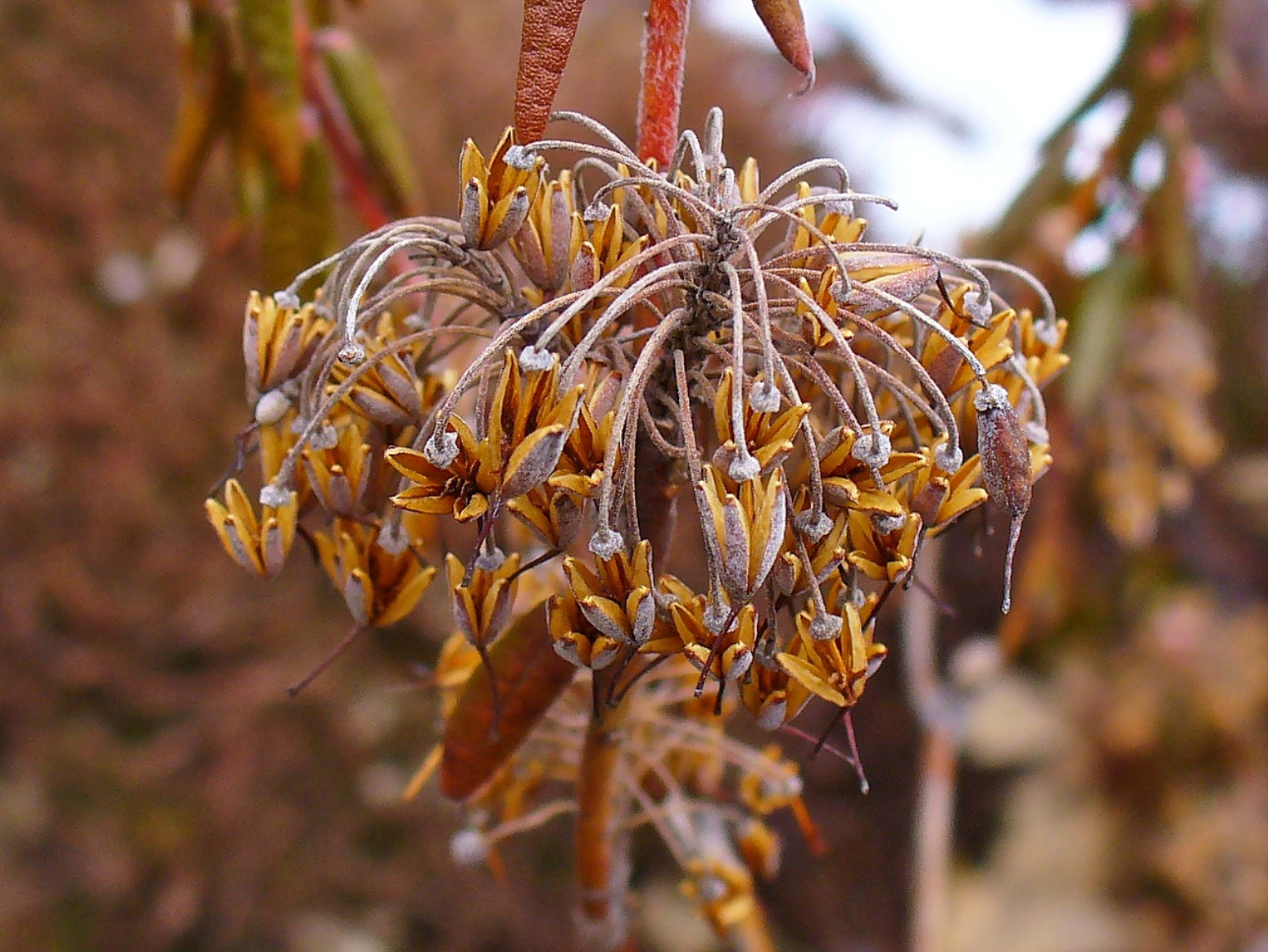
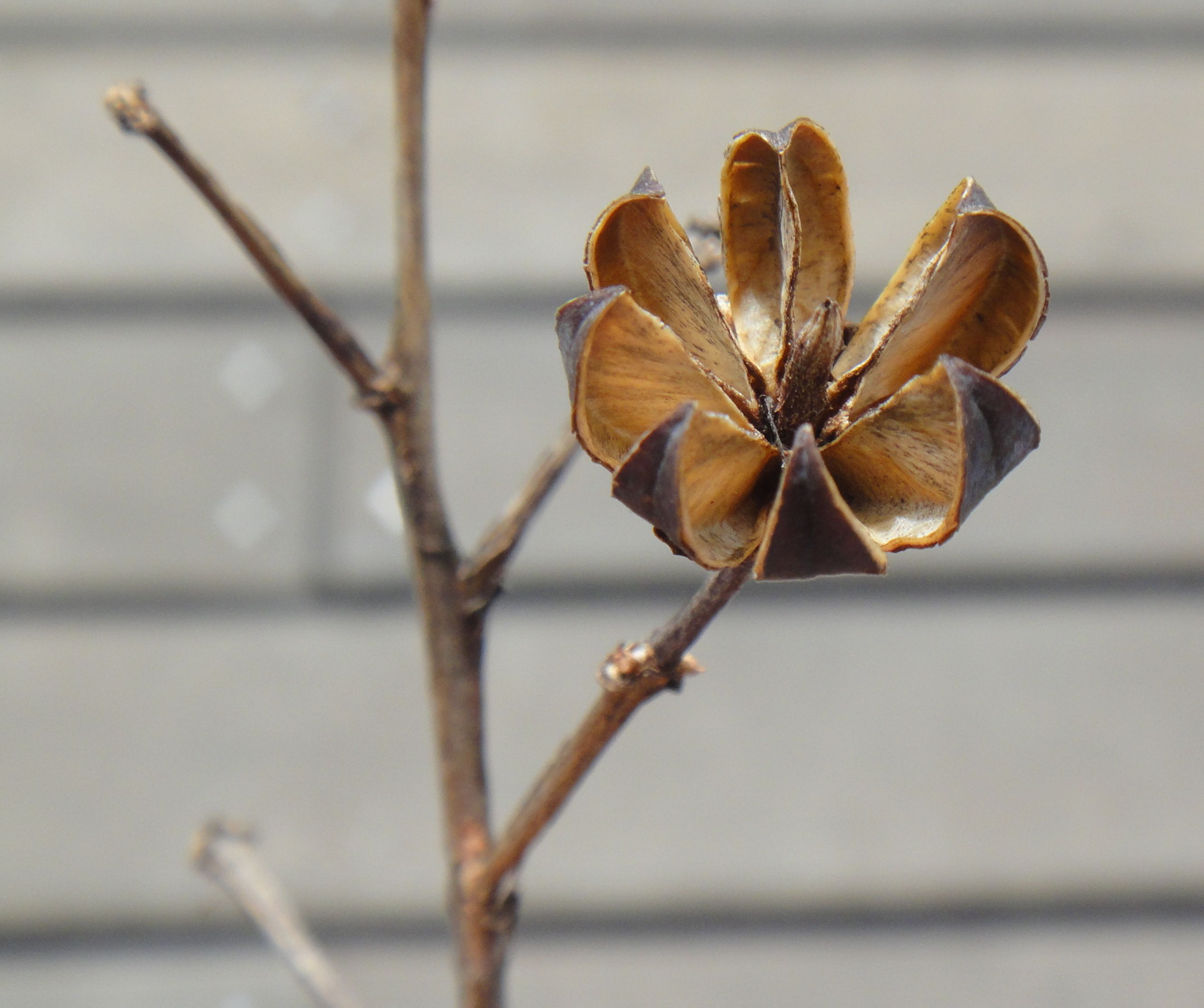
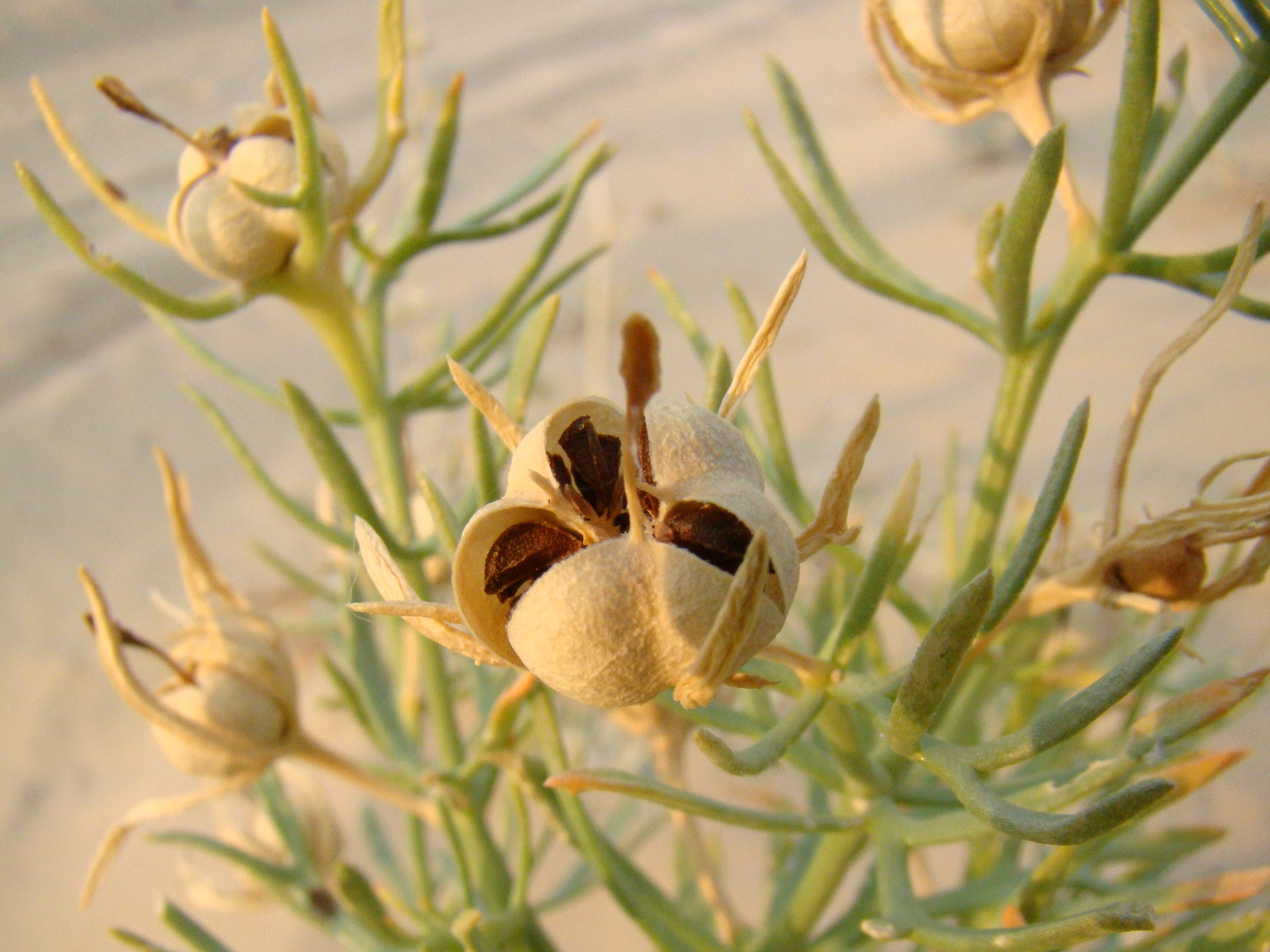
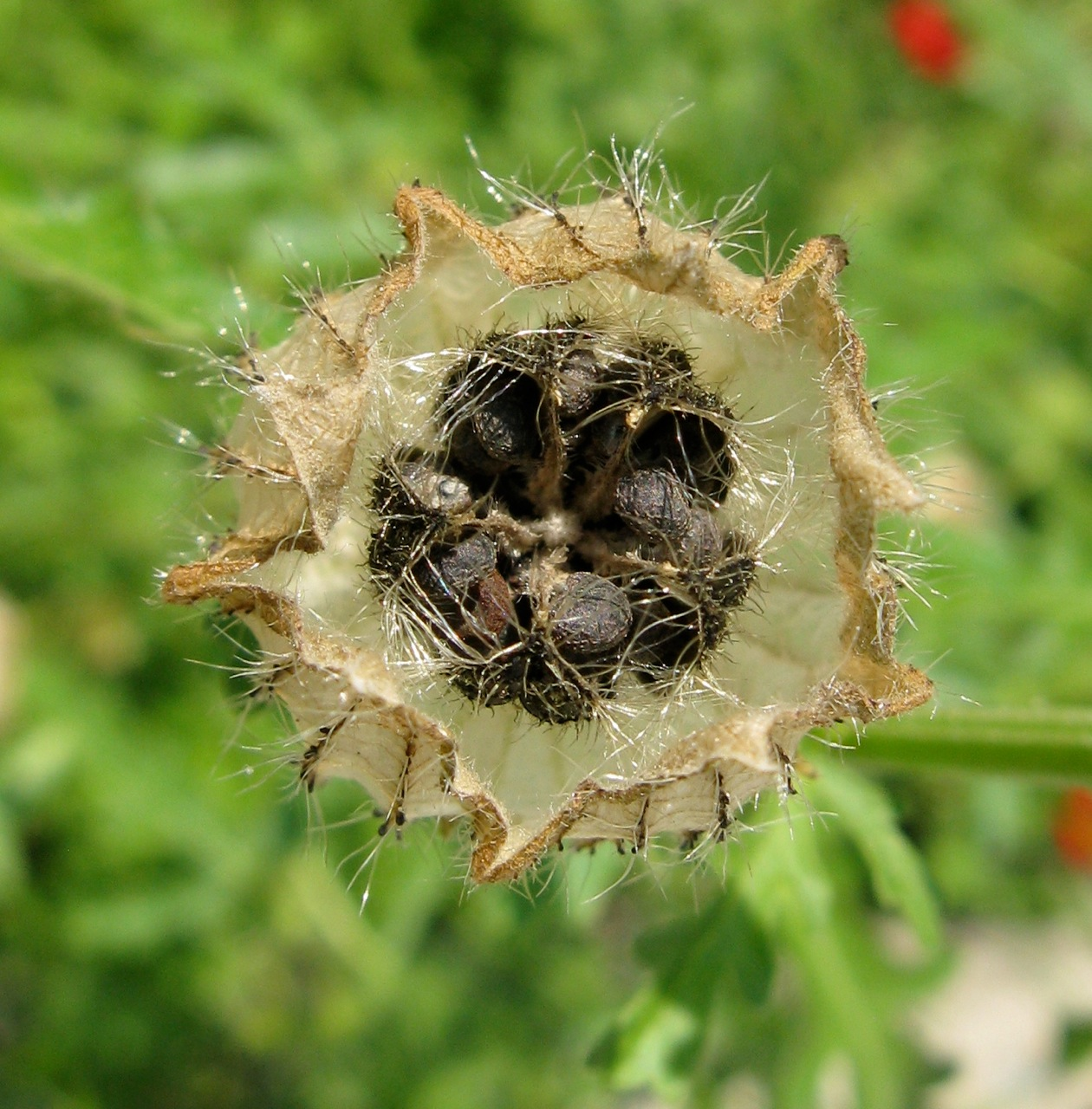